# 2023 год в боксе
2023 год в боксе.

## Любительский бокс
- 20—26 февраля — 74-й Международный турнир «Странджа»[англ.] — «малый чемпионат мира» по боксу (София, Болгария)[1].
- 5—16 мая — Боксёрский турнир[англ.] на XXXII-х Играх Юго-Восточной Азии ( Пномпень, Камбоджа).
- 6—12 августа — Боксёрский турнир на Играх стран СНГ ( Минск, Беларусь).
- 19—31 августа — Боксёрский турнир на Международном фестивале университетского спорта ( Екатеринбург, Россия).

### Квалификационные соревнованиякОлимпийским играм 2024 года[2]
- 22 июня—2 июля — Боксёрский турнир на III-х Европейских играх ( Новы-Тарг, Польша)[3].
- 9—15 сентября — Африканский квалификационный турнир[англ.] ( Дакар, Сенегал)
- 24 сентября—5 октября — Боксёрский турнир на XIX-х летних Азиатских играх ( Ханчжоу, Китай)[4].
- 19—27 октября — Боксёрский турнир на XIX-х Панамериканских играх ( Сантьяго, Чили)
- 20 ноября—1 декабря — Боксёрский турнир на XVII-х Тихоокеанских играх ( Хониара, Соломоновы Острова)

### Чемпионаты мира
- 15—26 марта — XIII-й чемпионат мира по боксу среди женщин ( Нью-Дели, Индия)
- 30 апреля—14 мая — XXII-й чемпионат мира по боксу среди мужчин ( Ташкент, Узбекистан)[5].

### Чемпионаты России
- 16—27 августа — чемпионат России по боксу среди мужчин ( Хабаровск, Россия).
- 3—12 ноября — чемпионат России по боксу среди женщин ( Уфа, Россия).

## Профессиональный бокс

### Тяжёлый вес
- 14 января   Эфе Аджагба (16-1) победил UD 10  Стефана Шоу (18-0).
- 21 января  Джонатан Гидри (18-1-2) победил UD 10 Бермейна Стиверна (25-5-1).
- 21 января  Джозеф Паркер (30-3) победил UD 10  Джека Мэсси (20-1).
- 27 января  Отто Валлин (24-1) победил UD 8  Хеламана Олгуина (9-4-1).
- 11 февраля  Ленье Перо (8-0) победил TKO 8  Виктора Выхриста (11-0) защитив титул чемпиона Латинской Америки по версии WBA Fedelatin (3-я защита Перо).
- 17 февраля  Дэвид Аделейе (10-0) победил TKO 2  Дмитрия Безуса (10-0) завоевав вакантный титул чемпиона Европы по версии WBO European.
- 4 марта  Агит Кабайел (22-0) победил TKO 3  Агрона Смакичи (19-1) завоевав вакантный титул чемпиона Европы по версии EBU.
- 18 марта   Джаррелл Миллер (25-0-1) победил TKO 6  Лукаса Брауна (31-3).
- 1 апреля  Фабио Уордли (15-0) победил TKO 4  Майкла Полайта Коффи (13-3).
- 1 апреля  Энтони Джошуа (24-3) победил UD 12  Джермейна Франклина (21-1).
- 8 апреля  Фрэнк Санчес (21-0) победил KO 1  Дэниеля Мартца (20-10-1).
- 8 апреля  Джаред Андерсон (13-0) победил RTD 3  Джорджа Ариаса (18-0) завоевав вакантный титул чемпиона США по версии WBC United States и защитил титул по версии WBO International (1-я защита Андерсона).
- 15 апреля  Чжан Чжилэй (24-1-1) победил TKO 6  Джозефа Джойса (15-0) завоевав титул временного чемпиона мира по версии WBO (1-я защита Джойса).
- 22 апреля  Баколе Илунга (18-1) победил TKO 3  Игоря Шевадзуцкого (10-0).
- 24 мая  Джозеф Паркер (31-3) победил TKO 1  Файга Опелу (15-3-2).
- 9 июня  Дэвид Аделейе (11-0) победил RTD 5  Эмира Ахматовича (12-1) защитив титул по версии WBO European (1-я защита Аделейе).
- 10 июня  Иван Дычко (12-0) победил TKO 2  Ариэля Эстебаа Бракамонте (12-10).
- 1 июля  Джаред Андерсон (14-0)  победил UD 10  Чарльза Мартина (29-3-1) защитив титул чемпиона США по версии WBC United States (1-я защита Андерсона) и WBO International (2-я защита Андерсона).
- 1 июля  Арсланбек Махмудов (16-0) победил TKO 2  Рафаэля Акпеджиори (15-0).
- 15 июля  Джермейн Франклин (21-2) победил UD 10  Исаака Муньоса Гутьерреса (17-0-1).
- 12 августа  Филип Хргович (15-0) победил TKO 12  Демси Маккина (22-0).
- 12 августа  Энтони Джошуа (25-3-0) победил KO 7  Роберта Хелениуса (32-4).
- 26 августа  Баходир Жалолов (12-0) победил TKO 1  Онориоде Эвариеме (20-2).
- 26 августа   Александр Усик (20-0) досрочно победил KO 9  Даниеля Дюбуа (19-1) защитив титулы чемпиона мира по версиям WBA-Super, WBO, IBF, IBO (2-я защита Усика) и The Ring (1-я защита Усика).
- 26 августа  Эфе Аджагба (17-1)  победил DQ 4  Жана Кособуцкого (19-0) завоевав вакантный титул чемпиона по версии WBC Silver.
- 26 августа  Джаред Андерсон (15-0) победил TKO 5  Андрея Руденко (35-6) защитив титул чемпиона США по версии WBC United States (2-я защита Андерсона) и WBO International (3-я защита Андерсона).
- 23 сентября  Чжан Чжилэй (25-1-1) в реванше победил KO 3  Джозефа Джойса (15-1) защитив титул временного чемпиона мира по версии WBO (1-я защита Чжилэя).
- 29 сентября  Ленье Перо (9-0) победил TKO 1  Гильермо Рубена Андино (17-8).
- 30 сентября  Отто Валлин (25-1) победил SD 10  Мурата Гассиева (30-1) завоевав титул чемпиона по версии WBA Inter-Continental (1-я защита Гассиева).
- 28 октября  Арсланбек Махмудов (17-0) победил TKO 1  Джуниоа Энтони Райта (20-4-1).
- 28 октября  Джастис Хани (7-0) победил UD 10  Эндрю Табити (20-1).
- 28 октября  Тайсон Фьюри (34-0-1) победил SD 10 бывшего чемпиона UFC в тяжёлом весе  Франсиса Нганну (0-0) дебютировавшего в профессиональном боксе.
- 23 декабря  Фрэнк Санчес (23-0) победил TKO 7  Джуниора Фа (20-2).
- 23 декабря  Филип Хргович (17-0) победил TKO 1  Марка де Мори (41-2-2).
- 23 декабря  Агит Кабайел (23-0) победил TKO 4  Арсланбека Махмудова (18-0).
- 23 декабря  Даниель Дюбуа (19-2) победил TKO 10  Джаррелла Миллера (26-0-1).
- 23 декабря  Джозеф Паркер (33-3) победил UD 12  Деонтея Уайлдера (43-2-1).
- 23 декабря  Энтони Джошуа (26-3) победил RTD 5  Отто Валлина (26-1).

### Первый тяжёлый вес
- 21 января  Ричард Риакпоре (15-0) победил MD 12  Кшиштофа Гловацкого (32-3).
- 26 февраля  Баду Джек (27-3-3) победил TKO 12 Илунгу Макабу (29-2) защитив титул чемпиона мира по версии WBC (3-я защита Макабу).
- 22 апреля  Михал Цесляк  (23-2) победил KO 4  Дилана Брежона (12-2-1) завоевав вакантный титул чемпиона Европы по версии EBU.
- 27 мая  Крис Биллам-Смит (17-1) победил TKO 4  Лоуренса Околи (19-0) завоевав титул чемпиона мира по версии WBO (4-я защита Околи).
- 30 сентября  Джей Опетая (22-0) победил TKO 4  Джордана Томпсона (15-0) защитив титулы чемпиона мира по версиям IBF и The Ring (1-я защита Опетая).
- 10 декабря  Крис Биллам-Смит (18-1) победил RTD 8  Матеуша Мастернака (47-5-0) защитив титул чемпиона мира по версии WBO (1-я защита Биллам-Смита).
- 23 декабря  Джей Опетая (24-0) победил KO 1  Эллиса Зорро (17-0).

### Полутяжёлый вес
- 23 декабря  Дмитрий Бивол (21-0) победил UD 12  Линдона Артура (23-1), защитив титул чемпиона мира по версии WBA-Super (6-я защита Бивола) и завоевав титул чемпиона мира по версии IBO (1-я защита Артура).

### Первый средний вес
- 17 января  Сергей Богачук (21-1) победил KO 6  Натаниэля Галлимора (22-6-1) защитив титул чемпиона Америки по версии WBC Continental Americas (1-я защита Богачука).
- 22 июля   Сергей Богачук (22-1) победил KO 1  Патрика Аллоти (42-4) защитив титул чемпиона Америки по версии WBC Continental Americas (2-я защита Богачука).

### Полусредний вес
- 7 января  Джарон Эннис победил UD  Карена Чухаджяна и завоевал титул временного чемпиона мира по версии IBF.
- 9 декабря  Девин Хейни победил UD  Реджиса Прогрейса и завоевал титул чемпиона мира по версии WBC.

### Лёгкий вес
- 22 апреля  Джервонта Дэвис (28-0) победил KO 7  Райана Гарсию (23-0).
- 20 мая  Девин Хейни (29-0) победил UD 12  Василия Ломаченко (17-2).
- 22 июля  Джордж Камбосос (20-2) победил MD 12  Макси Хьюза (26-5-2). Бой за титул чемпиона мира по версии IBO (3-я защита Хьюза), и за статус обязательного претендента на титул чемпиона мира по версии IBF в лёгком весе.

### Полулёгкий вес
- 22 апреля  Джо Кордина (15-0) победил SD 12  Шавкатджона Рахимова (17-0-1) выиграв титул чемпиона мира по версии IBF (1-я защита Рахимова).
- 4 ноября  Джо Кордина (16-0) победил MD 12  Эдварда Васкеса (15-1) защитив титул чемпиона мира по версии IBF (1-я защита Кордины) во 2-м полулёгком весе.

### Второй легчайший вес
- 26 декабря  Наоя Иноуэ (25-0) победил KO 10  Марлона Тапалеса (37-3) защитив титул чемпиона Америки по версии WBC (1-я защита Иноуэ), WBO (1-я защита Иноуэ), IBF (1-я защита Тапалеса) и выиграв вакантный титул чемпиона мира по версии The Ring. Бой за звание абсолютного чемпиона мира.

## PPV шоу
Список боксёрских мероприятий прошедших по системе платных трансляций.

### США
| № | Дата | Место проведения | Главный поединок и основной андеркарт | Телеканал | Количество покупок ppv | доходы с ppv | доходы с билетов |

### Великобритания
| № | Дата | Место проведения | Главный поединок и основной андеркарт | Телеканал | Количество покупок ppv | доходы с ppv | доходы с билетов |

## Рекорды и значимые события

### Награды
- Боксёр года —
- Бой года —
- Нокаут года —
- Апсет года —
- Возвращение года —
- Событие года —
- Раунд года —
- Проспект года —

### Умершие
10 мая скончался 22-летний филиппинский боксёр Кеннет Эгано после того, как потерял сознание в ринге из-за кровоизлияния в мозг.